# 比嘉悦雄
比嘉 悦雄（ひが えつお、1915年11月10日 - 2000年7月31日）は、日系二世の実業家。株式会社ワイ・ヒガ・コーポレーション（現ヒガ・インダストリーズ）、株式会社ジェーシー・フーズ（現デルソーレ）、日本ペプシコーラ株式会社を創業した。
ハワイ州生まれの日系二世で、両親は九州、沖縄の出身。1950年代にペプシコーラの日本法人を設立し、社長を務めるほか、ピザの製造・販売会社を経営。
子は実業家の大河原愛子、同じく実業家のアーネスト・エム・比嘉。